# CNCO
CNCO és un grup de música llatinoamericà de nois format durant la primera temporada de la Banda, un programa televisiu dels Estats Units. El grup està compost per Joel Pimentel, Richard Camacho, Erick Brian Colón, Christopher Vélez i Zabdiel De Jesús. Van guanyar un contracte de gravació de cinc anys amb Sony Music Latin després de convertir-se en els guanyadors de la primera temporada de la Banda. El grup va realitzar una gira amb Ricky Martin i els seus singles, Tan Fàcil i Quisiera, poc després del seu debut. Van llançar el seu primer àlbum, Primera Cita el 26 d'agost de 2016, que va incloure l'èxit Reggaeton Lento (Bailemos). Van llançar el seu segon àlbum homònim, el 6 d'abril de 2018. Tots dos registres van debutar en el número u en els Millors àlbums llatins de Billboard i en els 40 principals de Billboard 200.

## Discografia
- Primera Cita (2016)

- CNCO (2018)
- Que Quiénes Somos (EP) (2019)
- Déjà Vu (2021)